# Oskar Vogt
Oskar Vogt (Husum (Alemania), 6 de abril de 1870 - Friburgo de Brisgovia, 30 de julio de 1959) fue un físico y neurólogo alemán. Estuvo casado con la importante neuróloga francesa Cecile Vogt-Mugnier.
Vogt estudió medicina en Kiel y Jena obteniendo sus doctorado en Jena en 1894.
Desarrolló un gran interés por localizar el "origen del genio", siendo, en 1924, uno de los neurólogos consultados para estudiar la enfermedad sufrida por Lenin, obteniendo su cerebro para realizar el estudio. Según el informe de Vogt, el cerebro de Lenin mostraba un gran número de "células gigantes", células piramidales del córtex de tamaño inusual, lo cual se podía considerar como un signo de una capacidad mental superior. 
En 1925 aceptó una invitación de Moscú para establecer un instituto para la investigación del cerebro en Narkomsdraw.
El síndrome de Vogt-Vogt, una alteración de la atetosis que ocurre en la infancia, recibe el nombre del matrimonio de neurólogos.